# دیکسون (میزوری)
دیکسون (به انگلیسی: Dixon) یک شهر در ایالات متحده آمریکا است که در شهرستان پلاسکی، میزوری واقع شده‌است. دیکسون ۲٫۶۲ کیلومتر مربع مساحت و ۱٬۵۴۹ نفر جمعیت دارد و ۳۵۶ متر بالاتر از سطح دریا واقع شده‌است.